# Roma TV
Roma TV+ è un servizio di streaming a pagamento di proprietà della società calcistica italiana Associazione Sportiva Roma.
Fino al 1º luglio 2021 è stato un canale televisivo a pagamento della piattaforma Sky Italia.
È stato, in ordine cronologico, il terzo canale tematico italiano interamente dedicato a una squadra di calcio, dopo Milan TV e Inter TV.

## Storia
Roma TV è stato, fino al 1º luglio 2021, un canale televisivo di proprietà Roma, in onda a pagamento su Sky al numero 213 e diretto dal giugno 2007 da Alessandro Spartà.
È stato il terzo canale tematico italiano interamente dedicato ad una squadra di calcio, dopo Milan TV e Inter TV.
Il canale trasmetteva news, partite del passato e del campionato in corso, allenamenti in differita dai campi di Trigoria, conferenze stampa in versione integrale, interviste esclusive alla squadra, servizi e partite del settore giovanile, partite amichevoli estive, servizi inerenti a tutto l'ambito giallorosso e collegamenti dallo stadio in diretta, oltre a pre e post partita di Campionato e di Coppa. Le partite della Roma, la cui radiocronaca era trasmessa in diretta, venivano commentate da Alessandro Spartà e Alessio Scarchilli.

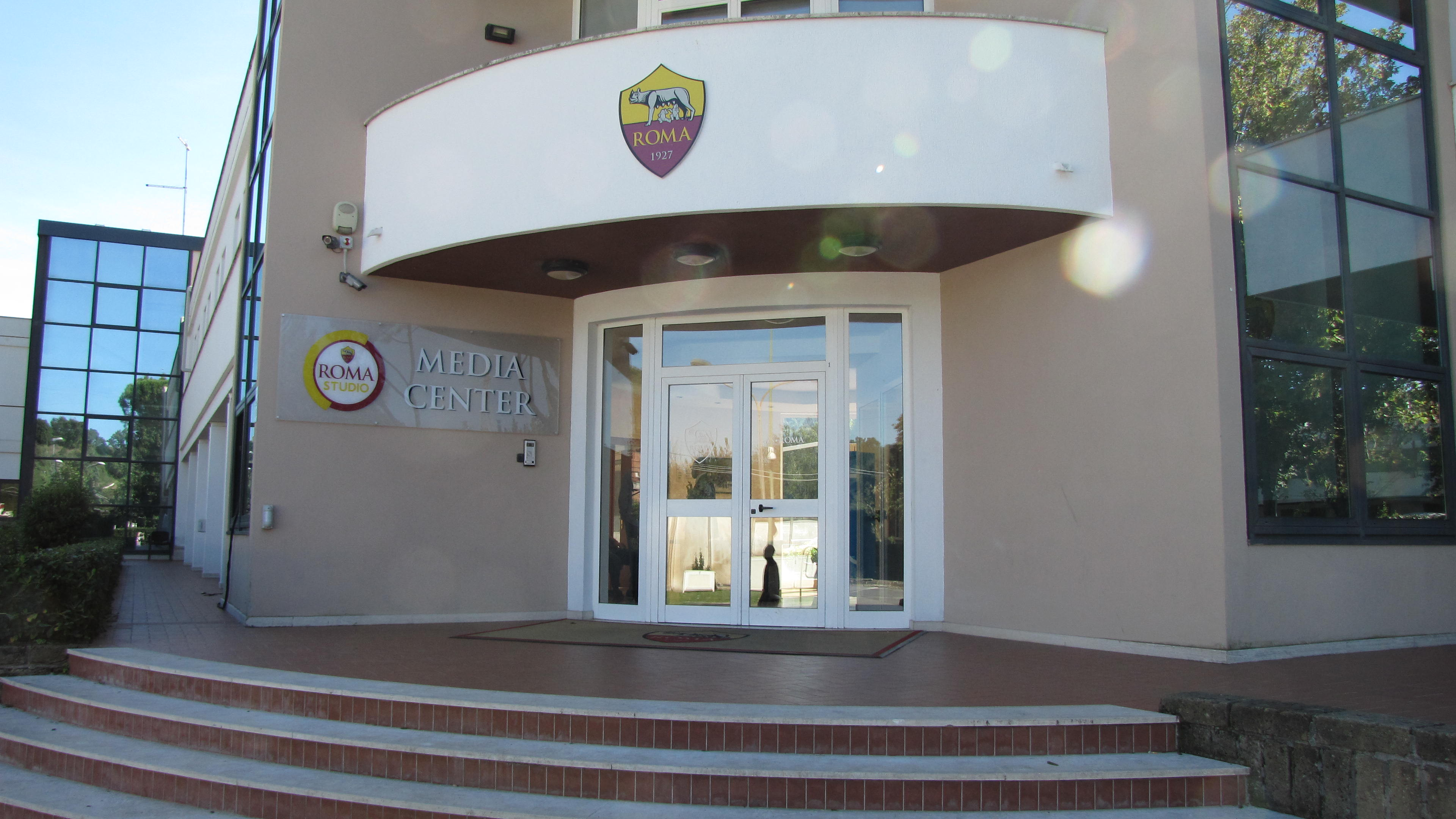
Ingresso del Media Center al Centro sportivo Fulvio Bernardini

Roma Channel nasce il 27 settembre 2000, in collaborazione con Rai Trade, come Option sulla piattaforma televisiva a pagamento Stream TV: per vedere il canale, infatti, era necessario pagare un importo aggiuntivo sul prezzo dell'abbonamento alla pay TV.
Il 31 luglio 2003, in concomitanza della fusione tra Stream TV e TELE+ Digitale, il canale diventa disponibile al numero 234 di Sky Italia, sempre come Option.
Alle 19:27 del 29 agosto 2014, il canale diventa Roma TV. L'orario del restyling della rete sta a simboleggiare l'anno di nascita della squadra capitolina, ossia il 1927.
A partire dal 1º agosto 2015 il canale è incluso all'interno dei pacchetti Sky Sport e/o Sky Calcio, pertanto non è più necessario pagare un extra sul costo dell'abbonamento per poter accedere alla sua programmazione; sempre nella stessa data, si trasferisce al numero 213 di Sky. Il 3 agosto 2015 Roma TV inizia a trasmettere in alta definizione, mentre la versione SD cessa le proprie trasmissioni.
Il 1º luglio 2021 il canale termina definitivamente le proprie trasmissioni.

## Loghi

27 settembre 2000 – 2007
29 agosto 2014 – 1º settembre 2017
1º settembre 2017 - 15 settembre 2020
15 settembre 2020 - 1º luglio 2021